# G0y
G0y ili gØy jest supkultura muškaraca koji imaju istospolne veze, ali obično se ne smatraju LGBT-osobama te se odbijaju nazivati gejevima.
Strasni zagrljaji i poljupci, kao i frot i felacija, smatraju se normalnim načinima izražavanja prisnosti. G0y-muškarci zaziru od analnog seksa.
Homoerotika igra veliku ulogu u g0y-pokretu.